# Heos
HEOS war ein Hersteller von Geländesportmotorrädern und Geländesportgespannen. 1985 wurde die Marke von Willi Heitmann in Ostbevern gegründet. Der Firmenname war ein Kofferwort aus dem Nachnamen des Gründers und den ersten Buchstaben des Heimatortes. (Nicht verwechseln mit der 1922 gegründeten Firma HEOS, einem Berliner Hersteller von Seitenwagen für leichte Motorräder.) Heitmann brachte Enduro- und Moto-Cross-Motorräder und -Gespanne auf den Markt, die mit Yamaha- und Honda-Motoren ausgestattet waren. 

## Geschichte
Willi Heitmann war in den 1970er und 1980er Jahren aktiver Teilnehmer bei  Geländesportveranstaltungen, dem Vorläufer der heutigen Enduro-Wettbewerbe. Es gab fast nur Zweitakt-Motocross- und -Geländesportmotorräder, Ausnahme waren ein paar Modelle mit englischen Motoren, die ihm aber missfielen. So baute er mit Serienmotoren aus dem Hause Honda und Yamaha, mit selbst entwickelten Rahmen und zugekauften Anbauteilen, selbst Geländesport-Motorräder und -Gespanne, die dann 1985 den Namen HEOS erhielten. Mit den Solo-Motorrädern hatte er keinen großen Erfolg, aber Ende der 1980er und Anfang der 1990er Jahre fuhren alle Deutschen Meister der Enduromeisterschaft in der Gespannklasse Heos-Fahrwerke.